# Језенванг
Језенванг (њем. Jesenwang) општина је у њемачкој савезној држави Баварска. Једно је од 23 општинска средишта округа Фирстенфелдбрук. Према процјени из 2010. у општини је живјело 1.537 становника. Посједује регионалну шифру (AGS) 9179130.

## Географски и демографски подаци
Језенванг се налази у савезној држави Баварска у округу Фирстенфелдбрук. Општина се налази на надморској висини од 558 метара. Површина општине износи 15,3 km². У самом мјесту је, према процјени из 2010. године, живјело 1.537 становника. Просјечна густина становништва износи 100 становника/km².